# Озолин, Владислав Анатольевич
Владислав Анатольевич Озолин (род. 23 января 1975, Уфа) — российский хоккеист, защитник.

## Биография
Как и брат-близнец Станислав, воспитанник «Салавата Юлаева». Начинал играть за фарм-клубы «Авангард» (1991/92) и «Новойл» (1992/93 — 1995/96). В составе «Салавата Юлаева» провёл 11 сезонов (1995/96 — 2005/2006). Играл за ЦСКА (2006/07), «Ладу» (2007/08). В мае 2008 года заключил контракт с «Амуром», но 19 августа покинул клуб. В сезоне 2008/09 играл за «Югру» и «Южный Урал», после чего завершил карьеру.
Бронзовый призёр МХЛ 1995/96. Участник хоккейного турнира Универсиады 1997 года.
Работал в СДЮШОР «Салават Юлаев». Главный тренер команд нефтекамского «Тороса» 2006 (2019—2021) и 2015 (2022—2023) годов рождения. С 2024 года — главный тренер команды «Факел-Ямал» Тарко-Сале 2010 г. р..
Сын Егор (род. 1994) в 2013—2015 годах играл в МХЛ-Б.